# سنگ (فیلم ۲۰۱۲)
«سنگ» (روسی: Камень) یک فیلم است که در سال ۲۰۱۲ منتشر شد.